# 464745 Péterrózsa
464745 Péterrózsa è un asteroide della fascia principale. Scoperto nel 2003, presenta un'orbita caratterizzata da un semiasse maggiore pari a 2,7663849 au e da un'eccentricità di 0,2643459, inclinata di 9,41841° rispetto all'eclittica.